# Bernard Drzęźla
Bernard Drzęźla (ur. 3 lipca 1941 w Żorach, zm. 9 marca 2006) – polski inżynier górnictwa, profesor nauk technicznych, senator V kadencji (2001–2005), poseł do Parlamentu Europejskiego V kadencji (2004).

## Życiorys
Ukończył studia na Wydziale Górniczym Politechniki Śląskiej w Gliwicach (1965) i podjął pracę na tej uczelni. Studiował ponadto matematykę na Uniwersytecie Wrocławskim (w trybie zaocznym). W 1971 obronił doktorat z zakresu nauk technicznych, w 1979 habilitował się, w 1991 otrzymał tytuł naukowy profesora. Odbył staże w wielu kopalniach zagłębia górnośląskiego. Był dyrektorem Instytutu Eksploatacji Złóż Politechniki Śląskiej, prodziekanem i dziekanem Wydziału Górnictwa i Geologii. Prowadził wykłady na uczelniach poza Polską, otrzymał tytuły doktora honoris causa lub profesora honorowego trzech zagranicznych uczelni technicznych. Członek Stowarzyszenia Inżynierów i Techników Górnictwa, Society of Mining Professors, Akademii Nauk Technicznych Ukrainy, był wiceprzewodniczącym Komitetu Górnictwa Polskiej Akademii Nauk. Należał także do Związku Nauczycielstwa Polskiego.
W pracy naukowej specjalizował się w geomechanice i geofizyce górniczej, szczególnie problematyce minimalizacji oddziaływania deformacji i wstrząsów indukowanych przez górnictwo na obiekty powierzchni oraz projektowaniu kopalń i restrukturyzacji górnictwa. Ogłosił ponad 200 publikacji naukowych.
Uczestniczył w obradach Okrągłego Stołu (w podzespole ds. górnictwa). Należał do Sojuszu Lewicy Demokratycznej, z ramienia tej partii zasiadał w Senacie w latach 2001–2005, będąc wybranym w okręgu rybnickim. Od maja do lipca 2004 był eurodeputowanym V kadencji. W 2004 bez powodzenia kandydował do Parlamentu Europejskiego. W 2005 nie został ponownie wybrany do Senatu.
Był żonaty, miał dwie córki (Ewę i Justynę).